# The Laurel-Hardy Murder Case
The Laurel-Hardy Murder Case is een Amerikaanse korte film uit 1930 met in de hoofdrollen het duo Laurel en Hardy. De film werd geregisseerd door James Parrott en geproduceerd door Hal Roach. De remake van de film is Oliver the Eighth.

## Verhaal
Stan Laurel en Ollie Hardy zitten aan een kade waar Stan aan het vissen is. Ollie ziet een bericht in een krant dat een Ebeneezer Laurel is overleden en een groot landgoed heeft verlaten. Partijen die geïnteresseerd zijn in het landgoed, moeten naar het Laurel-herenhuis gaan voor het voorlezen van het testament. Stan kan zich niet herinneren of Ebeneezer een familielid is of niet, maar ze besluiten toch naar het landhuis te gaan. Ze arriveren tijdens een onweersbui en ontdekken dat Ebeneezer is vermoord en dat de politie het bericht in de krant heeft geplaatst om alle familieleden bij elkaar te brengen om erachter te komen wie de misdaad heeft gepleegd.
Stan en Ollie worden naar een slaapkamer gebracht om 's nachts te slapen, de kamer waarin Ebeneezer werd vermoord. Ze horen een vreemd geluid en zien in het donker een paar ogen die een kat blijken te zijn. Ze horen dan een schreeuw en besluiten het te onderzoeken.
Ondertussen wekt de butler een voor een alle familieleden om hen te vertellen dat ze gebeld zijn. Na in een stoel te hebben gezeten en de hoorn van de telefoon op te nemen, gaan de lichten uit, is er een gil en een geluid als een dichtslaande deur en wordt het familielid nooit meer gezien. Stan en Ollie keren terug naar hun slaapkamer en kruipen in bed, maar een vleermuis is hun kamer binnengevlogen en ligt onder hun dekens, waardoor ze in paniek raken en naar beneden rennen.
Alle andere familieleden zijn inmiddels verdwenen en de butler belt Stan en Ollie om te bellen in de studeerkamer. Ollie gaat in de stoel zitten om het telefoontje aan te nemen. Deze keer blijven de lichten echter branden en wordt onthuld dat de stoel is bevestigd aan een luik waarin elk van de andere familieleden is verdwenen. Ollie valt door het luik, maar wordt gered doordat hij in de stoel geklemd is geraakt. De moordenaar (een man gekleed in een jurk) verschijnt door een geheime deur met een mes. Er ontstaat een gevecht, maar dan worden Stan en Ollie allebei wakker uit een droom, vechten ze om Stan's vislijn aan de kade en vallen ze vervolgens in het water.

## Rolverdeling
| Acteur           | Personage                |
| ---------------- | ------------------------ |
| Stan Laurel      | zichzelf                 |
| Oliver Hardy     | zichzelf                 |
| Frank Austin     | butler                   |
| Stanley Blystone | detective                |
| Bobby Burns      | nerveus familielid       |
| Rosa Gore        | oud familielid           |
| Dorothy Granger  | jong familielid          |
| Dell Henderson   | huishoudster/moordenares |
| Fred Kelsey      | politiechef              |
| Lon Poff         | een ander oud familielid |
| Tiny Sandford    | agent                    |